# Hyung Min-Woo
Hyung Min-Woo (en coreano: hangul: 형민우, RR: Hyeong Min-u, MR: Hyung Min Woo) es un historietista de Corea del Sur nacido en 1974.

## Carrera
Debutó en 1993 con la obra <치씨부임기>. Su manhwa  Priest que empezó a publicar en 1999 le proporcionó reconocimiento mundial y le convirtió en un símbolo del manhwa coreano. Esta obra está traducida al chino, japonés, italiano, francés, inglés y castellano y cuenta con una amplia legión de fanes en todo el mundo. Se adaptó a la gran pantalla y se usó como guion para un popular videojuego en línea.

Posteriormente ha dibujado Justice N Mercy, Tewangbokbeolgi (태왕북벌기), Ghostface (고스트페이스), Guerra Mushin (무신전쟁).

## Obras[1]
- 1999: Priest
- 2004: Justice N Mercy
- 2007: 무신전쟁
- 2008: Ghostface
- 2008: Apple Collection Trees (애플 컬렉션 뜨레스)